# Aurignac
Aurignac (okcitansko Aurinhac) je naselje in občina v južnem francoskem departmaju Haute-Garonne regije Jug-Pireneji. Leta 2008 je naselje imelo 1.171 prebivalcev.

## Geografija
Naselje leži v pokrajini Comminges 21 km severno od Saint-Gaudensa.

## Uprava
Aurignac je sedež istoimenskega kantona, v katerega so poleg njegove vključene še občine Alan, Aulon, Bachas, Benque, Boussan, Bouzin, Cassagnabère-Tournas, Cazeneuve-Montaut, Eoux, Esparron, Latoue, Montoulieu-Saint-Bernard, Peyrissas, Peyrouzet, Saint-André, Saint-Élix-Séglan, Samouillan in Terrebasse s 3.768 prebivalci.
Kanton Aurignac je sestavni del okrožja Saint-Gaudens.

## Zanimivosti
- Muzej prazgodovine,
- cerkev sv. Petra v verigah z utrjenim zvonkom iz 13. stoletja,
- ostanki gradu Château d'Aurignac iz 13. stoletja,
- jama grotte d'Aurignac, arheološko najdišče iz obdobja paleolitika - po jami imenovanega orinjasjen (fr. Aurignacien)